# Ankihalli, Belur
Ankihalli là một làng thuộc tehsil Belur, huyện Hassan, bang Karnataka, Ấn Độ.